# Banryū
O Banryū (蟠龍) foi um navio de guerra da Marinha do Bakufu, que participou da Guerra Boshin iniciada em 1868.

## História
A escuna teve participação ativa na Batalha de Hakodate, que aconteceu entre os dias 4 a 10 de maio de 1869. Participaram do conflito os remanescentes do exército Xogunal, consolidados nas forças armadas da rebelde Republica de Ezo, e os exércitos do governo Imperial recentemente formado (composto principalmente dos domínios de Choshu e Satsuma). O navio rebelde Banryū afundou o navio Chōyō, vindo a naufragar na sequência devido aos sérios danos sofridos durante a batalha.